# Paris Masters 2013
Il Paris Masters 2013, ufficialmente BNP Paribas Masters 2013 per motivi di sponsorizzazione, è stato un torneo di tennis giocato sul cemento indoor. È stata la 42ª edizione del Paris Masters, che fa parte della categoria ATP World Tour Masters 1000 nell'ambito dell'ATP World Tour 2013. È stato l'ultimo torneo ATP della stagione prima delle World Tour Finals. Il torneo si è giocato al Palais omnisports de Paris-Bercy di Parigi, in Francia, dal 28 ottobre al 3 novembre 2013.

## Partecipanti

### Teste di serie
| Nazionalità | Giocatore             | Ranking* | Testa di serie |
| ----------- | --------------------- | -------- | -------------- |
| Spagna      | Rafael Nadal          | 1        | 1              |
| Serbia      | Novak Đoković         | 2        | 2              |
| Spagna      | David Ferrer          | 3        | 3              |
| Argentina   | Juan Martín del Potro | 5        | 4              |
| Svizzera    | Roger Federer         | 6        | 5              |
| Rep. Ceca   | Tomáš Berdych         | 7        | 6              |
| Svizzera    | Stan Wawrinka         | 8        | 7              |
| Francia     | Jo-Wilfried Tsonga    | 9        | 8              |
| Francia     | Richard Gasquet       | 10       | 9              |
| Canada      | Milos Raonic          | 11       | 10             |
| Germania    | Tommy Haas            | 12       | 11             |
| Spagna      | Nicolás Almagro       | 13       | 12             |
| Stati Uniti | John Isner            | 14       | 13             |
| Polonia     | Jerzy Janowicz        | 15       | 14             |
| Francia     | Gilles Simon          | 16       | 15             |
| Italia      | Fabio Fognini         | 17       | 16             |

* Ranking al 21 ottobre 2013.

### Altri partecipanti
I seguenti giocatori hanno ricevuto una wildcard per il tabellone principale:
- Michaël Llodra
- Nicolas Mahut
- Adrian Mannarino

I seguenti giocatori sono passati dalle qualificazioni:

- Santiago Giraldo
- Robin Haase
- Pierre-Hugues Herbert
- Michał Przysiężny
- Igor Sijsling
- Bernard Tomić
- Pablo Andújar (lucky loser)

## Campioni

### Singolare
Novak Đoković ha sconfitto in finale  David Ferrer per 7-5, 7-5.
- È il quarantesimo titolo in carriera per Djokovic, il sesto del 2013.

### Doppio
Bob Bryan /  Mike Bryan hanno sconfitto in finale  Alexander Peya /  Bruno Soares per 6-3, 6-3.